# Archival Disc
Archival Disc és un projecte de disc òptic de nova generació desenvolupat conjuntament per Sony i Panasonic, que pretenia succeir al Blu-ray. S'estimava que la data de llançament del producte fora l'estiu de 2015, però va ser cancel·lat per raons desconegudes. Amb una capacitat inicial de 300 GB en una capa de cada disc, i amb possibilitat d'ampliar aquesta capacitat inicial fins a 1 TB amb la doble capa.

## Visió general
Els discos Archival Disc són de doble cara amb tres capes per cada cara i format "Land and Groove", la qual cosa els permet una capacitat inicial de 300 GB per disc, la grandària de cada pista és de 0,225 μm i la longitud d'un bit de dades és de 79,5 nm, en comparació del seu predecessor el disc Blu-ray on la grandària de cada pista era de 0,320 μm i la longitud d'un bit de dades era de 150 nm. Per a la seva lectura s'utilitza una longitud d'ona de 405 nm i una obertura numèrica de NA=0.85, a més utilitza un mètode de correcció d'errors anomenat Reed-Solomon Code. Els discos ofereixen compatibilitat intergeneracional, garantint que les dades podran seguir sent llegides a mesura que els formats evolucionin.

### Usos
Els discos Archival Disc estaven destinats principalment per al seu ús en l'àmbit professional, encara que els seus fabricants esperaren que eventualment estiguñes a l'abast de tota mena de persones.
Els seus usos varien des de l'emmagatzematge de pel·lícules amb gran resolució com per exemple a resolució 4K, a l'emmagatzematge de grans quantitats de dades com per exemple còpies de seguretat, ja que els discos òptics i en particular aquest format són més resistents als canvis de temperatura, a la humitat, a l'aigua i a la pols que un disc dur convencional
Tots dos fabricants Sony i Panasonic declararen en la nota de premsa que aquest format era respectuós amb el medi ambient i a pesar que no s'anuncià un preu oficial, es va informar que tindrien un cost menor als discos durs. A més no es descartava que en un futur les properes videoconsoles fessin ús d'aquest format.

## Història

### 2013
El 29 de juliol de 2013 Sony i Panasonic van declarar que estaven desenvolupant un nou estàndard de disc òptic amb capacitat de 300 GB, destinat en principi al sector professional i que podria estar llest l'any 2015.

### 2014
El 10 de març de 2014 Sony i Panasonic van presentar noves dades en una nota de premsa sobre el successor del disc Blu-ray, Archival Disc.

### 2015
L'any 2015 Panasonic i Sony presentarien les especificacions tècniques definitives del suport Archival Disc Technology amb el document "White Paper: Archival Disc Technology 1st Edition". En aquest document detallarien les següents evolucions:
- 1a generació: tecnologia de discos de doble cara i triple capa; tecnologia de cancel·lació de diafonies de pas estret. Desplegament d'un mètode d'enregistrament de solc a solc, en el qual es poden enregistrar senyals tant a les ranures de guia com a les de l'àrea d'arrancada entre els solcs, donant com a resultat una densitat de pista més gran. El soroll de diafonia generat entre pistes adjacents és cancel·lat per la tecnologia de cancel·lació de diafragma recentment desenvolupada per garantir una qualitat de senyal de reproducció suficient sense llegir errors.
- 2a generació: 1a generació + tecnologia d’eliminació d’interferències entre símbols d’alta densitat. La tecnologia d’eliminació d’interferències entre símbols de nova generació s'adaptaria a les unitats per rectificar el punt de reproducció reduït resolució causada per la densitat de gravació més alta. La càrrega del desenvolupament de dispositius, inclosa la tecnologia òptica i de disc, serà limitat i la capacitat del disc augmentarà a 500 GB.
- 3a generació: 2a generació + una tecnologia de gravació / reproducció de diversos nivells. S'adoptaria una tecnologia de gravació / reproducció de diversos nivells i una tecnologia òptica d’alta SNR per elevar la capacitat del disc a 1 TB. Al llarg de cada generació, la capacitat del disc augmentarà sense canviar els paràmetres òptics bàsics ni l'estructura del disc de tres capes, cosa que facilita la reducció dels costos de fabricació del disc i la compatibilitat amb el dispositiu. Es desenvoluparien nous materials de disc amb una major fiabilitat i un SNR més elevat, ajudant a augmentar la capacitat de cada generació i permetent així una gravació d'alta precisió adequada per a l'arxiu

### 2017
Amb el canvi de la doble capa per la triple capa, els discs que es pretenien de 300 GB en la primera generació, amb lectura i escriptura simultània a banda i banda, es mantindrien els costos de fabricació que no augmentarien significativament, i el cost per bit continuaria baixant tot i els augments de la capacitat d’emmagatzematge fins a 1 TB.

### 2020
L'any 2020 Panasonic i Sony presentaren un nou document "White Paper: Archival Disc Technology White Paper: Archival Disc Technology 2nd Edition", en el qual detallarien els plans de futur del suport. El disc de 3a generació tindria una estructura física idèntica, amb una densitat lineal més gran mitjançant la introducció d’una tecnologia de gravació de diversos nivells que pot superar 1 TB de capacitat. El resultat seria la reproducció en gravació de quatre nivells a l'Archival Disc. Es va confirmar una taxa d’error de dades prou baixa de 6.54E-4. També s'estava desenvolupant una tecnologia avançada de cancel·lació de comunicacions creuades i es tenia una bona perspectiva de realitzar una pista més estreta. Com a tal, l'estàndard Archival Disc utilitzaria les mateixes especificacions bàsiques per a la longitud d'ona del làser, la NA i l'estructura de la capa de disc que el Blu-ray Disc, però amb un pas de pista estret millorat i tecnologies d'alta densitat lineal, i es desenvoluparia per aconseguir cada vegada capacitats més grans de gravació.